# FHL3
La proteína 3 de cuatro dominios y medio LIM (FHL3) es una proteína codificada en humanos por el gen fhl3.
Las proteínas LIM se caracterizan por la posesión de un motivo con dos dedos de zinc altamente conservado, denominado dominio LIM. En el caso de FHL3, esta proteína posee cuatro de estos dominios LIM más un dominio que podría ser la mitad de un dominio LIM.

## Interacciones
La proteína FHL3 ha demostrado ser capaz de interaccionar con:
- FHL2[4][5]
- CTBP2[6]
- KLF3[6]
- ITGA7[7]
- CREB1[4]